# 胡玥
胡玥（1461年—？），字朝重，湖廣襄陽衛人，官籍，明朝政治人物。

## 生平
弘治二年（1489年）己酉科湖廣鄉試第十九名舉人，弘治十二年（1499年）中式己未科會試第二百八十八名，三甲九十七名進士。次年授直隸溧水縣知縣，正德元年（1506年）八月升兵科給事中。三年十月升禮科右給事中，四年正月改任監察御史，查盘四川省钱粮，事完复升任禮科左給事中，五年二月升户科都，六年正月升河南布政司右参政，十年十月升本司右布政使，十二年正月转山西左布政使，十五年六月考察闲住。

## 家族
曾祖胡渊，百户；祖胡洪；父胡溥。母楊氏。永感下。兄琏；弟珉、玠。